# Chandrika Kumaratunga
Chandrika Bandaranaike Kumaratunga (tiếng Sinhala: චන්ද්‍රිකා බණ්ඩාරනායක කුමාරතුංග, tiếng Tamil: சந்திரிகா பண்டாரநாயக்க குமாரதுங்க; sinh ngày 29 tháng 6 năm 1945) là một chính trị gia Sri Lanka, từng là Tổng thống thứ năm của Sri Lanka, từ ngày 12 tháng 11 năm 1994 đến ngày 19 tháng 11 năm 2005. Là nữ tổng thống duy nhất của đất nước cho đến nay, bà là con gái của hai cựu thủ tướng và là lãnh đạo của Đảng Tự do Sri Lanka (SLFP) cho đến cuối năm 2005. Năm 2015, bà được bổ nhiệm làm chủ tịch văn phòng vì sự đoàn kết và hòa giải dân tộc.

## Đầu đời và gia đình

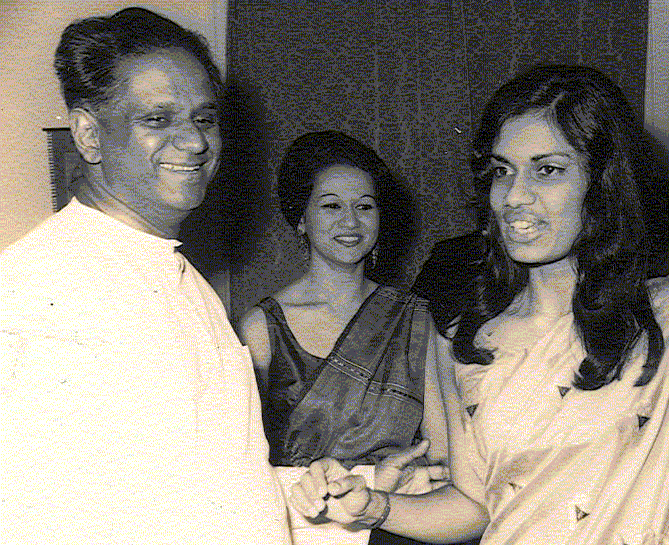
Chandrika với nhà ngoại giao Sri Lanka Tissa Wijeyeratne ở Paris, đầu những năm 1970

Chandrika Bandaranaike sinh ngày 29 tháng 6 năm 1945 tại Wentworth ở Guidford Crescent, Colombo. Gia đình đã chuyển một năm sau đó đến một biệt thự ở Rosmead Place, Colombo ông nội bà mua tặng.
Cha của cô Solomon West Ridgeway Dias Bandaranaike là một luật sư có học vấn ở Oxford, là Bộ trưởng Bộ Quản lý Địa phương tại thời điểm bà sinh ra. Một chính trị gia theo chủ nghĩa dân tộc và cánh tả, người đã có thời gian xây dựng nên một thế lực mạnh mẽ được gọi là Sinhala Maha Sabha. Ông là con trai duy nhất của Solomon Dias Bandaranike, tước Maha Mudaliyar, đại diện chính của người Ceylon và cố vấn cho Tổng đốc Ceylon. Mẹ bà Sirima Ratwatte Dias Bandaranaike, là con gái của Barnes Ratwatte Dissawa, tước Rate Mahatmaya của Balangoda dưới thời cai trị của thực dân Anh, hậu duệ của Ratwatte Dissawa một trong người đại diện Sinhala kí Hiệp ước Kandya (1815).
Chandrika lớn lên trong biệt thự xa hoa tại Rosmead Place ở Colombo và dinh cơ của gia đình tại Horagolla Walauwa, nơi là khu vực bầu cử của cha bà. Những năm đầu của bà chứng kiến sự nghiệp chính trị đang lên của cha bà khi ông trở thành Bộ trưởng Bộ Y tế và Chính quyền địa phương đầu tiên khi Ceylon giành được độc lập vào năm 1948 và rời khỏi đảng cầm quyền để thành lập đảng của riêng mình, Đảng Tự do Sri Lanka (SLFP) với phe theo ông, gọi là Sinhala Maha Sabha, năm 1951. Tranh cử các cuộc bầu cử sau đó và củng cố SLFP trong các giai đoạn giữa các cuộc bầu cử; Bandaranaike trở thành Thủ lĩnh phe đối lập năm 1952 và Thủ tướng năm 1956. Khi còn là thủ tướng, ông đã khởi xướng một số đạo luật gây tranh cãi tạo nên các mối bất hòa sắc tộc trên đảo và ông bị ám sát năm 1959, khi Chandrika mười bốn tuổi. Sau vụ ám sát, vợ đã nắm quyền lãnh đạo SLFP và đưa nó đến một chiến thắng bầu cử, đưa bà trở thành nữ thủ tướng đầu tiên trên thế giới vào năm 1960. Do đó, Chandrika đã tham gia chính trị từ khi còn nhỏ cùng với anh chị em của mình vì bà là người thứ hai trong ba người con trong gia đình. Chị gái của bà là Sunethra Bandaranaike thành một nhân vật nổi bật trong giới thượng lưu và em trai của bà Anura Bandaranaike tham gia chính trị tích cực, tiếp tục trở thành một bộ trưởng nội các và Chủ tịch Quốc hội Sri Lanka.

## Giáo dục
Chandrika được giáo dục tại Tu viện St Bridget, Colombo, và ghi danh tại Đại học Công giáo La Mã Aquina, Colombo để học lấy bằng luật. Tuy nhiên, vào năm 1967, bà bỏ Aquinas khi chưa học xong để tới Pháp với học bổng của Viện nghiên cứu Pháp. Ở đó,bà đã dành một năm tại Viện nghiên cứu chính trị Aix-en-Provence theo sau một khóa học về ngôn ngữ và văn hóa Pháp. Năm 1968, cô tiếp tục học tại Học viện Chính trị Paris (Science Po) tốt nghiệp bằng tốt nghiệp khoa học chính trị năm 1970, sau đó đăng ký chương trình tiến sĩ về kinh tế phát triển, tại École Pratique des Hautes Études (Trường nghiên cứu Cao cấp Thực hành), Paris, nơi bà học từ 1970 đến 1973  Bà thông thạo tiếng Sinhala, tiếng Anh và tiếng Pháp.

## Buổi đầu sự nghiệp chính trị
Bà trở lại Ceylon vào năm 1972, nơi mẹ bà trở thành thủ tướng lần thứ hai vào năm 1970 và đưa ra một chương trình cải cách xã hội rộng khắp và đối mặt với cuộc nổi dậy bạo lực của cộng sản vào năm 1971. Sau khi trở về, bà đăng ký và trở nên tích cực trong SLFP do cha bà thành lập và bây giờ do mẹ cô lãnh đạo. Năm 1974, bà trở thành thành viên ủy ban điều hành của Hội Phụ nữ.
Bà được bổ nhiệm làm giám đốc Ủy ban cải cách ruộng đất (LRC) đã mua lại gần 228.000 ha đất tư nhân cho Nhà nước theo Luật Cải cách ruộng đất, áp đặt mức trần hai mươi ha đối với đất thuộc sở hữu tư nhân. Rời khỏi ủy ban năm 1976, bà trở thành Chủ tịch Ủy ban Janawasa phụ trách thành lập hợp tác xã nông nghiệp từ đất được Trung tâm mua lại. Sau thất bại của chính phủ SLFP của mẹ bà trong cuộc tổng tuyển cử năm 1977, bà chuyển sang làm cố vấn cho Tổ chức Lương thực và Nông nghiệp của Liên Hợp Quốc cho đến năm 1979.

### Sri Lanka Mahajana Pakshaya
Năm 1978, bà kết hôn với Vijaya Kumaratunga, một diễn viên hàng đầu và nhà hoạt động chính trị bỏ đảng LSSP sang SLFP. Bà ủng hộ chiến dịch bầu cử của ông trong cuộc bầu cử bổ sung ở Mahara năm 1983, nơi ông đã thua sau khi phiếu được kiểm lại lần hai. Bà rời SLFP năm 1984, khi Vijaya Kumaratunga thành lập đảng của riêng mình, Sri Lanka Mahajana Pakshaya (SLMP) ủng hộ các hoạt động chính trị của ông chống lại chính sách của các đảng chính thống. Bà từng là Phó chủ tịch của SLMP. Điều này dẫn đến việc bà cắt đứt quan hệ với mẹ và anh trai đang lãnh đạo SLFP vào thời điểm đó. Vào ngày 16 tháng 2 năm 1988, Vijaya Kumaratunga bị ám sát trước nhà của mình ở Narahenpita bởi các tay súng trước sự chứng kiến của bà. Chandrika Kumaratunga đã nhanh chóng nắm quyền lãnh đạo đảng của chồng bà và thành lập Liên minh Xã hội Thống nhất với Đảng Cộng sản Sri Lanka, Đảng Lanka Sama Samaja và Đảng Nava Sama Samaja. Liên minh không có được nhiều phiếu bầu, và lo sợ cho cuộc sống của mình, bà sớm rời khỏi đất nước vào năm 1988, tìm nơi ẩn náu ở Vương quốc Anh. Ở đó, cô làm việc cho Viện nghiên cứu kinh tế phát triển thế giới tại Đại học Liên hợp quốc. Trong thời gian vắng mặt, SLMP đã chia thành hai phe trong thời gian này và đã trục xuất bà khỏi vị trí lãnh đạo.

### Quay trở lại chính trị
Sau khi kết thúc cuộc nổi dậy của JVP, Chandrika bắt đầu đến thăm Sri Lanka vào năm 1990, tái tham gia chính trị. Vào tháng 9 năm 1991, Đảng Quốc gia Thống nhất (UNP) đang thống trị nền chính trị đã bị suy yếu rất nhiều khi Lalith Athulathmudali và Gamini Dissanayake rời UNP và thành lập Mặt trận Dân chủ Thống nhất (DUNF) sau khi cuộc luận tội thất bại chống lại Tổng thống Ranasinghe Premadasa. DUNF sớm huy động sự phản đối chống lại chính phủ Premadasa. Trở lại vĩnh viễn vào năm 1991, Chandrika tái gia nhập SLFP và tham gia tích cực vào chính trị. Năm 1993, Athulathmudali và Premadasa bị ám sát. Sau vụ ám sát của Athulathmudali, Chandrika trở thành ứng cử viên đối lập chính trong cuộc bầu cử hội đồng tỉnh miền Tây, trong đó bà được bầu làm Thủ hiến của tỉnh miền Tây vào ngày 21 tháng 5 năm 1993.

## Thủ tướng (1994)
Trước cuộc tổng tuyển cử được tiến hành vào năm 1994, bà đã trở thành nhà lãnh đạo thực tế của SLFP thành lập một liên minh gọi là Liên minh Nhân dân. Trong cuộc bầu cử, Chandrika đã được bầu vào quốc hội từ quận Gampaha vào tháng 8 năm 1994. Đạt được đa số ít ỏi trong quốc hội bằng cách giành được sự ủng hộ của Đại hội Công nhân Ceylon, Liên minh đã thành lập một chính phủ với Chandrika làm thủ tướng với mẹ bà là bộ trưởng trong nội các vào ngày 19 tháng 8 năm 1994. bà cũng đã kế nhiệm mẹ làm lãnh đạo của SLFP. Ngay sau đó, cuộc bầu cử tổng thống đã được kêu gọi vào tháng 11.

## Tổng thống (1994 -2005)

### Nhiệm kỳ đầu tiên (1994-1999)
Thủ tướng Kumaratunga được hỗ trợ bởi PA đối đầu Gamini Dissanayake, người lãnh đạo phe đối lập được UNP hậu thuẫn trong bầu cử tổng thống năm 1994. Tuy nhiên, Dissanayake đã sớm bị ám sát bởi một kẻ đánh bom tự sát thuộc Những con Hổ giải phóng Tamil (LTTE) và góa phụ Srima Dissanayake của ông đã tiếp quản đề cử của ông. Chandrika giành chiến thắng trong cuộc bầu cử tổng thống năm 1994 giành được 62,28% phiếu bầu. Trở thành nữ Tổng thống đầu tiên của Sri Lanka vào tháng 11 năm 1994, bà bổ nhiệm mẹ mình kế nhiệm thủ tướng.

### Chính sách kinh tế
Chính phủ của bà tiếp tục các chính sách kinh tế mở của UNP, đẩy mạnh các ngành thu nhập chính; ngành may mặc, kiều hối từ lao động nhập cư, xuất khẩu chè. Phần lớn các dự án kinh tế lớn của bà đã thất bại và đất nước rơi vào suy thoái vào năm 2001.
Bà đã tư nhân hóa một số tập đoàn nhà nước có lợi nhuận như Tổng công ty bảo hiểm Sri Lanka, Tổng công ty chưng cất nhà nước, Air Lanka trong số những công ty khác, điều gây ra tranh cãi vì Kumaratunga bị buộc tội nhận hối lộ lớn để bán và nhiều năm sau đó, Tòa án tối cao Sri Lanka đã hủy bỏ một số quyết định tư nhân hóa kể trên. Bà đã bị tòa án phạt một khoản tiền ba triệu rupee bởi tòa án về việc thu mua đất bất hợp pháp và sau đó bán mảnh đất đó cho dự án phát triển Water's Edge.
Bà tiếp tục theo đuổi chính sách truy tố mạnh mẽ UNP, bằng cách bổ nhiệm các Ủy ban của Tổng thống để điều tra các hành động của nhiệm kỳ UNP và các thành viên lãnh đạo phe đối lập như thủ lĩnh phe đối lập, Ranil Wickremasinghe. Chính quyền của bà đã bị chỉ trích vì các cuộc tấn công và đe dọa các nhà báo; bầu cử gian lận và vào năm 2000 trước gần ngày bầu cử đã tìm cách bắt giữ và tống giam đối thủ chính trị chính của bà, Wickremasinghe.

### Nội chiến
Đầu nhiệm kỳ, bà đã thực hiện các động thái hòa giải đối với phe ly khai Tamil trong nỗ lực chấm dứt cuộc nội chiến đang diễn ra. Các động thái này đã thất bại, khi LTTE phá vỡ lệnh ngừng bắn và cho nổ hai pháo hạm của Hải quân Sri Lanka được gọi là SLNS Sooraya và SLNS Ranasuru vào ngày 19 tháng 4 năm 1995. Sau đó, bà đã theo đuổi một chiến lược dựa trên quân sự hơn để chống lại họ, tung ra một số cuộc tấn công lớn như Chiến dịch Riviresa đã chiếm được bán đảo Jaffna từ LTTE. Tuy nhiên, bà đã phải chịu hậu quả nặng nề do Trận Mullaitivu năm 1996 và Trận Kilinochchi năm 1998. Chính phủ của bà sau đó đã phát động Chiến dịch Jayasikurui rơi vào sa lầy với thương vong nặng nề.

### Chính sách đối ngoại

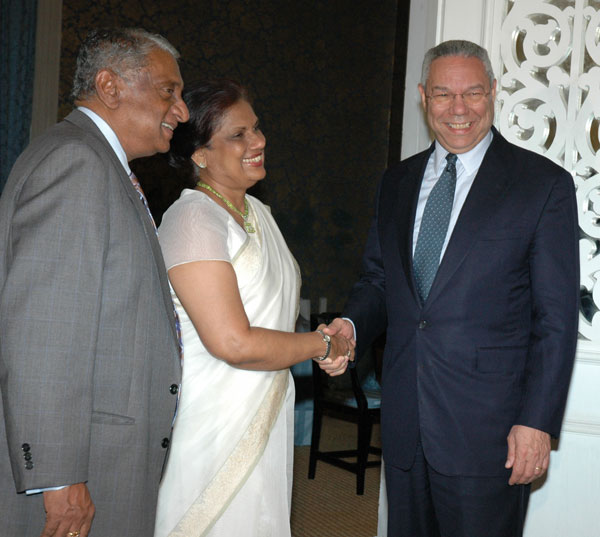
Kumaratunga (giữa) gặp cựu Ngoại trưởng Hoa Kỳ Colin Powell (phải)

Chính phủ của bà, do Bộ trưởng Ngoại giao Lakshman Kadirgamar dẫn đầu đã thành công trong việc tăng sự công nhận Sri Lanka trên trường quốc tế, vốn đã bị ảnh hưởng lớn bởi các cuộc bạo loạn và đàn áp nổi dậy trong những năm 1980. Ông đã thành công trong việc LTTE bị cấm vận quốc tế; với Hoa Kỳ và Vương quốc Anh đã chính thức phủ nhận tính chính danh của LTTE vào ngày 8 tháng 10 năm 1997 và ngày 28 tháng 2 năm 2001, do đó tước đi một nguồn tài trợ chính của tổ chức này. Chính phủ của bà đã thiết lập lại quan hệ ngoại giao chính thức với Israel vào năm 2000, nước đã trở thành nhà cung cấp vũ khí chính cho hòn đảo này.

### Nhiệm kỳ thứ hai (1999-2005)
Vào tháng 10 năm 1999, Kumaratunga đã kêu gọi một cuộc bầu cử tổng thống sớm. Bà bị mất thị lực ở mắt phải (tổn thương thần kinh thị giác vĩnh viễn) trong một vụ ám sát, bởi LTTE, trong cuộc diễu hành vận động bầu cử cuối cùng của bà tại Tòa thị chính Colombo vào ngày 18 tháng 12 năm 1999. Bà vẫn đánh bại Ranil Wickremasinghe trong cuộc bầu cử được tổ chức vào ngày 21 tháng 12 và tuyên thệ nhậm chức vào một nhiệm kỳ khác vào ngày hôm sau.
Nhiệm kỳ thứ hai của bà chứng kiến cuộc nội chiến ngày càng nghiêm trọng với việc chính phủ của bà phải chịu thất bại lớn trước LTTE như Trận chiến Đèo Voi thứ hai và cuộc tấn công sân bay Bandaranaike. Năm 2001 chứng kiến nền kinh tế nước này lần đầu tiên đi vào suy thoái trong lịch sử.
Chính phủ UNP 2001-2004
Vào tháng 12 năm 2001, đảng của ba, Liên minh Nhân dân đã thua cuộc bầu cử quốc hội tại UNP và đối thủ chính trị của bà, Ranil Wickremasinghe, trở thành thủ tướng mới của Sri Lanka. Bà tiếp tục làm tổng thống Sri Lanka mặc dù mối quan hệ của bà với chính phủ Wickremasinghe diễn ra căng thẳng.
Vào tháng 2 năm 2002, chính phủ của Wickremasinghe và LTTE đã ký một thỏa thuận ngừng bắn vĩnh viễn, mở đường cho các cuộc đàm phán chấm dứt cuộc xung đột kéo dài. Vào tháng 12, chính phủ và phiến quân đã đồng ý chia sẻ quyền lực trong các cuộc đàm phán hòa bình ở Na Uy. Tổng thống Kumaratunga tin rằng Wickremasinghe đã quá khoan dung đối với LTTE, và vào tháng 5 năm 2003, bà ra chỉ dấu sẵn lòng sa thải thủ tướng và chính phủ nếu bà cảm thấy họ đã nhượng bộ quá nhiều cho phiến quân. Vào ngày 4 tháng 11 năm 2003, trong khi Thủ tướng Wickremasinghe đang có chuyến thăm chính thức tới Hoa Kỳ, Kumaratunga đã đình chỉ Quốc hội và tự mình tiếp quản Bộ Quốc phòng, Nội vụ và Truyền thông. Đối thủ của bà chỉ trích bà, gọi hành vi của bà là độc tài.
Chính phủ UPFA 2004 -2005
PA của Kumaratunga và cánh tả Janatha Vimukthi Peramuna hoặc JVP (Mặt trận Giải phóng Nhân dân) đã thành lập Liên minh Tự do Nhân dân Thống nhất (UPFA) vào tháng 1 năm 2004 và giải tán Quốc hội. Sau khi giành chiến thắng trong cuộc bầu cử vào ngày 2 tháng 4 năm 2004, UPFA đã thành lập một chính phủ với Mahinda Rajapaksa làm thủ tướng. Điều này đánh dấu lần đầu tiên trong lịch sử, JVP trở thành đối tác trong một chính phủ Sri Lanka. Tuy nhiên, trong tháng 6 năm 2005, JVP rời bỏ chính phủ Kumaratunga của hơn một bất đồng liên quan đến một cơ chế chung với LTTE phiến quân chia sẻ viện trợ nước ngoài để xây dựng lại khu vực bị sóng thần tàn phá phía Bắc và phía Đông của Sri Lanka.
Nhiệm kỳ sáu năm của Kumaratunga kết thúc năm đó vào năm 2005. Bà lập luận rằng vì cuộc bầu cử năm 1999 đã được tổ chức sớm một năm, cô nên được phép phục vụ năm còn lại nói rằng bà có một lời thề bí mật trong nhiệm kỳ thứ hai một năm sau khi tuyên thệ chính thức vào nhiệm kỳ thứ hai. Tòa án Tối cao bác bỏ điều này, tuyên bố rằng nhiệm kỳ của bà kết thúc vào năm 2005.
Trong cuộc bầu cử tổng thống sau đó, Mahinda Rajapaksa thu được 50,29% và kế nhiệm bà với tư cách là tổng thống, lãnh đạo tất cả 25 đảng trong UPFA. Bà được tạp chí Forbes liệt kê thứ 25 trong "100 phụ nữ quyền lực nhất" năm 2005.

## Hậu tổng thống

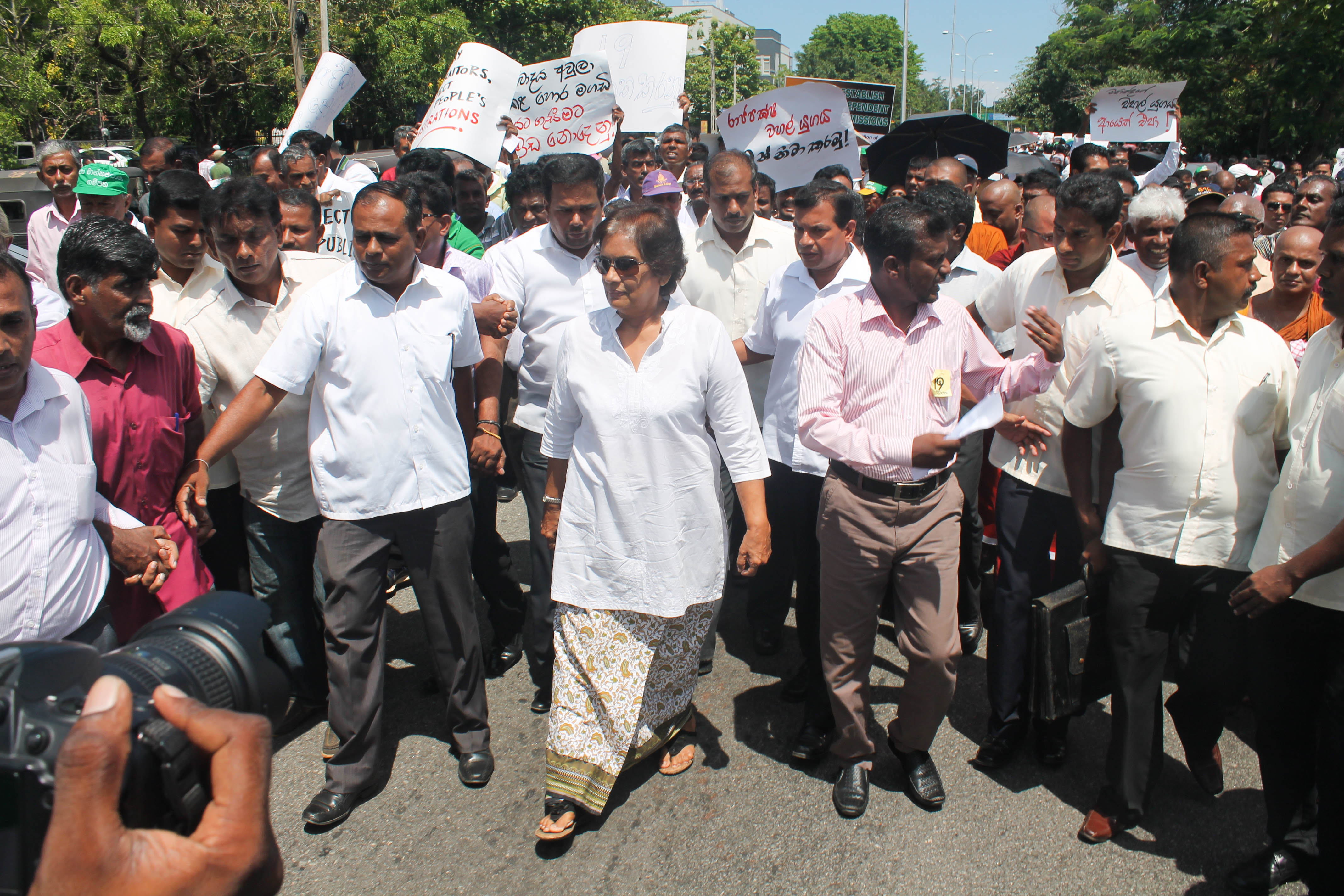
Tham gia cuộc biểu tình ủng hộ bản sửa đổi thứ mười chín ở Colombo, Sri Lanka năm 2015

Năm 2006, khi vẫn là lãnh đạo của SLFP sau khi rời nhiệm sở, bà "tạm thời" rời khỏi vị trí lãnh đạo đảng với lý do "sự quấy rối liên tục mà cbà phải đối mặt sau khi Mahinda Rajapaksa nhậm chức tổng thống" và ngay sau đó rời khỏi đất nước để lưu vong ở vương quốc Anh.
Kumaratunga là thành viên của Hội đồng các nhà lãnh đạo thế giới phụ nữ và Quỹ lãnh đạo toàn cầu. Vào tháng 11 năm 2009, Kumaratunga được bổ nhiệm vào hội đồng quản trị gồm 12 thành viên của Câu lạc bộ Madrid. Bà là thành viên của Sáng kiến Toàn cầu của Clinton và cố vấn cho cuộc họp thường niên được tổ chức vào tháng 9 hàng năm.
Vào tháng 9 năm 2009, Kumaratunga, trong một chuyến thăm cá nhân tới Kerala, Ấn Độ đã nói với các phóng viên "Tôi cũng quan tâm đến tính mạng của mình. Mặc dù chính phủ hiện tại là chính phủ của đảng tôi (Đảng Tự do Sri Lanka), tôi không cảm thấy an toàn. " Bà nói tiếp: "Có sự thiếu tự do nói chung và bầu không khí sợ hãi chiếm ưu thế ở đất nước tôi. Các quyền cơ bản của người dân và tự do truyền thông bị hạn chế ở Sri Lanka. "  Vào tháng 2 năm 2017, Kumaratunga đã chấp nhận lời mời tham gia Hội đồng bảo trợ quốc tế nổi tiếng của Đại học Phụ nữ châu Á (AUW) tại Chittagong, Bangladesh.

### Cuộc bầu cử tổng thống Sri Lanka 2015
Vào ngày 21 tháng 11 năm 2014, Kumaratunga chính thức tuyên bố trở lại hoạt động chính trị tại một cuộc họp báo do liên minh đối lập của đất nước tổ chức, sau nhiều tuần suy đoán về sự tham gia của bà vào việc ra quyết định của liên minh. Sự ủng hộ của bà đã góp phần làm nên thành công của Maithripala Sirisena trong cuộc bầu cử Tổng thống năm 2015, người đã đánh bại Mahinda Rajapaksa. Cùng năm đó, Kumaratunga ủng hộ Đảng Quốc gia thống nhất trong cuộc tổng tuyển cử để tránh Rajapaksa trở thành Thủ tướng. Năm 2015, bà được bổ nhiệm làm chủ tịch Văn phòng Thống nhất và Hòa giải Dân tộc Sri Lanka.

### Bầu cử tổng thống Maldives 2018
Sau cuộc bầu cử tổng thống Maldives 2018, người ta đã tiết lộ rằng Kumaratunga đóng vai trò chủ chốt trong việc hình thành liên minh đối lập chống lại Tổng thống đương nhiệm Abdulla Yameen. Kumaratunga phối hợp với các nhà lãnh đạo phe đối lập cả ở Maldives và Sri Lanka kết nối niềm tin giữa các đảng đối lập đang tranh chấp để thành lập một liên minh.

### Khủng hoảng hiến pháp Sri Lanka 2018
Trong cuộc khủng hoảng hiến pháp Sri Lanka 2018, Kumaratunga giữ im lặng và sau đó bà tuyên bố rằng mình không được mời tham dự hội nghị đặc biệt của SLFP ngày 4 tháng 12 năm 2018.

## Cuộc sống cá nhân
Chandrika kết hôn với ngôi sao điện ảnh và chính trị gia Vijaya Kumaratunga vào năm 1978, người bị ám sát vào ngày 16 tháng 2 năm 1988, bên ngoài nơi cư trú với sự hiện diện của Chandrika và hai đứa con của họ, sau đó lên năm và bảy tuổi.
Yasodhara Kumaratunga, con gái của họ sinh năm 1980 và học tại trường Corpus Christi, Đại học Cambridge và Trường Y St George, Đại học London trở thành bác sĩ y khoa và kết hôn với Roger Walker, một bác sĩ tư vấn y khoa từ Dorset. Con trai của họ, Vimukthi Kumaratunga sinh năm 1982 và được giáo dục tại Đại học Bristol đã trở thành một bác sĩ phẫu thuật thú y.

## Danh dự
2018: Bắc Đẩu Bội tinh hạng tư 